# Métier Cotton
Le métier Cotton est un métier à tricoter rectiligne inventé en 1864 par William Cotton à Loughborough. Cette invention anglaise a révolutionné le métier de la maille tricot. Elle s'exporte sur le continent jusque dans les campagnes (ainsi Saint-Mards-en-Othe)

## Description
Cette machine permet de tricoter en forme « fully fashioned » de la maille jersey. Elle est composée d'aiguilles disposées en ligne droite sur un plateau appelé fonture (La fonture est l'élément rectiligne qui présente des rainures disposées à intervalles réguliers. Dans ces rainures se trouvent les aiguilles lesquelles tout en coulissent forment les mailles du tricot) Le fil de jersey passe tour à tour en avant et en arrière. Le nombre de mailles est soit diminué ou augmenté pour modifier la largeur ou le patron.  